# Sangue al sole
Sangue al sole (Codine) è un film del 1963 diretto da Henri Colpi.
Presentato in concorso al 16º Festival di Cannes, ha vinto il premio per la sceneggiatura.

## Riconoscimenti
- 1963 - Festival di Cannes
  - Premio per la sceneggiatura